# Diaphanobezzia patagonica
Diaphanobezzia patagonica är en tvåvingeart som beskrevs av Gustavo R. Spinelli och Eileen D. Grogan 1990. Diaphanobezzia patagonica ingår i släktet Diaphanobezzia och familjen svidknott. Inga underarter finns listade i Catalogue of Life.